# Муларони, Мариэлла
Мариэлла Муларони (итал. Mariella Mularoni; род. 15 октября 1962, Сан-Марино) — сан-маринский политик и преподаватель, с 1 октября 2019 по 1 апреля 2020 года капитан-регент Сан-Марино вместе с Лукой Боски.

## Биография
Мариэлла Муларони родилась в столице государства в середине октября 1962 года. Она получила образование преподавателя английского языка. В 1994 году Мариэлла вступила в старейшую политическую партию страны христианско-демократическую. В 2013 году она впервые была избрана в парламент республики. 16 сентября 2019 года была избрана одним из двух капитанов-регентов Сан-Марино на полгода, исполнение обязанностей начала в октябре 2019 года и занимала этот пост до 1 апреля 2020 года.

## Личная жизнь
Мариэлла Муларони замужем и имеет двух дочерей. В свободное время играет на пианино.